# Igreja do Mosteiro de Nossa Senhora das Virtudes da Ordem de São Francisco
A Igreja do Mosteiro de Nossa Senhora das Virtudes da Ordem de São Francisco é uma igreja localizada nas Virtudes, na freguesia de Aveiras de Baixo, Município de Azambuja e Distrito de Lisboa. Possui a classificação de Imóvel de Interesse Municipal, desde o ano de 1996.